# Entomobrya arnaudi
Entomobrya arnaudi är en urinsektsart som beskrevs av John L. Wray 1953. Entomobrya arnaudi ingår i släktet Entomobrya och familjen brokhoppstjärtar. Inga underarter finns listade i Catalogue of Life.